# Эпителиальный натриевый канал

Эпителиальный натриевый канал — мембранный белок, проводящий ионы Li, Na и протоны. Он постоянно активен и, вероятно, является одним из самых избирательных ионных каналов.
Натриевые каналы находятся на апикальных участках мембран клеток эпителия. Они играют важную роль в поддержании водно-солевого баланса в организме, у позвоночных контролируют обратное всасывание натрия в почках, прямой кишке, лёгких, потовых железах и пр., также участвуют во вкусовых ощущениях.

## Структура
Белок состоит из трёх разных субъединиц. Судя по всему, он является гетеротримерным белком, похожим на недавно исследованный кислотный ионный канал, и принадлежит к тому же типу. Каждая из субъединиц состоит из двух проходящих сквозь мембрану спиралей и внеклеточной петли. N- и C-концы всех полипептидных цепей находятся в цитоплазме.
Обычно белки, принадлежащие к этому типу, состоят из 510—920 аминокислотных остатков и сделаны из трансмембранных сегментов, внутриклеточных участков, больших внеклеточных петель и внутриклеточного «хвоста»

## Свойства типа
Все эпителиальные натриевые каналы состоят из пар трансмембранных сегментов, разделённых внеклеточной петлёй. В большинстве изученных на сегодняшний момент подобных белков внеклеточные участки содержат множество цистеиновых остатков. Считается, что они помогают регулировать активность канала.

## Местонахождение и функции
Натриевый канал находится в апикальной мембране поляризованных эпителиальных клеток почек (особенно в извитых канальцах), лёгких и кишечника. Он необходим для транспорта ионов Na+ сквозь мембрану, эту задачу он выполняет совместно с натрий-калиевой АТФ-азой.
Натриевый канал чрезвычайно важен для поддержания концентрации ионов Na+ и K+ . Его активность в кишечнике и почках можно регулировать при помощи триамтерена и амилорида, которые используются в медицине как диуретики.
Также эти каналы присутствуют в клетках вкусовых рецепторов, где помогают чувствовать солёный вкус. Однако у человека он отвечает за восприятие вкуса менее, чем у некоторых других млекопитающих (например, грызунов)

## Медицинское использование
Взаимодействие натриевого канала с CFTR — одна из причин муковисцидоза. CFTR — мембранный белок, ответственный за транспорт хлоридов, и неполадки в его работе вызывают муковисцидоз. В потовых железах натриевый канал и CFTR отвечают за всасывание солей, и CFTR стимулирует работу натриевого канала. Во время муковисцидоза CFTR-канал не работает, поэтому натриевый канал тоже выключается. Из-за этого пот пациента становится солонее. Подобное свойство помогает диагностировать заболевание.
Везде, кроме потовых желез, CFTR ингибирует натриевый канал. Обычно хлорид-ион выделяется на слизистую, а натрий всасывается. Однако во время муковисцидоза хлорид не выделяется и не ингибируется. Поэтому всасывание натрия увеличивается. В результате низкого содержания солей в слизи она становится густой и липкой, с недостаточным содержанием воды. Это вызывает проблемы от затрудненного дыхания до предрасположенности к респираторным болезням.
Амилорид и триамтерен блокируют работу натриевого канала.